# Механічні властивості гірських порід
Механічні властивості гірських порід (рос. механические свойства горных пород, англ. mechanical properties of rocks; нім. mechanische Eigenschaften f pl der Gesteine) — характеризують зміни форми, розмірів та суцільність гірських порід під дією механічних навантажень, які створюються в результаті дії природних (гірничий тиск, тектонічні рухи) чи штучних факторів (вибухові роботи, різання порід, буріння тощо). Механічні навантаження викликають в гірських породах напруження і деформації. 
Виділяють такі М.в.г.п.: пружні (модуль Юнга, коефіцієнт Пуассона та ін.), пластичні (модуль повної деформації, коеф. пластичності та ін.), міцніші (границі міцності г.п. при стисненні, розтягненні і т. д.) і реологічні властивості (період релаксації, границя тривалої міцності та ін.).
До показників М.в. відносять також характеристики впливу на гірські породи рідин і газів (наприклад, коефіцієнт розмокання), гірничотехнічні параметри гірських порід (показники міцності, твердості, буримості, висаджуваності, подрібнюваності та ін). М.в. обумовлюють результат практично будь-якого механічного впливу на гірські породи, що виникає в процесі експлуатації родов. і переробки корисних копалин.